# 生駒善長
生駒 善長（いこま よしなが）は、戦国時代から江戸時代にかけての武将。小折城主、福井藩士、徳島藩士。阿波生駒家の祖。

## 来歴
生駒家長の三男として誕生。生まれた年については諸説あるが定説には元亀4年（1573年）生まれである。その後、伊勢国北畠家執権、山崎兵部少輔の婿養子となる。北畠家の滅亡後、織田信雄の従兄弟であったことから所領5000石はそのまま安堵されるも尾張国小折に戻った。天正12年（1584年）の小牧・長久手の戦いの際は小折城を守備する。
天正19年（1591年）、信雄が小田原征伐の論功行賞で東海地方の徳川家康旧領への移封命令を拒否し改易された後は、信雄の嫡子秀雄に仕える。慶長15年（1610年）、秀雄が没すると小折への帰路にて松平忠直の御使に止められ1500石にて召抱えられる。
慶長19年（1614年）、大坂冬の陣では出陣を願うも、年長者が善長しかおらず忠直の母の警護にと懇願されたが、戦後の論功行賞で無禄であったため、暇を願い出る。蜂須賀家政、至鎮父子から御伽衆として招かれ、徳島藩中老、阿波生駒家の祖となる。隠居後は盛庵と号し500石を給わる。家督は次男の言慶が継いだ。
元和6年（1620年）、忠直より4000石にて再仕官を懇願されるも辞退し、阿波国に留まる。
寛永19年（1642年）4月15日死去。